# 亚当·冯·特罗特·楚·佐尔茨

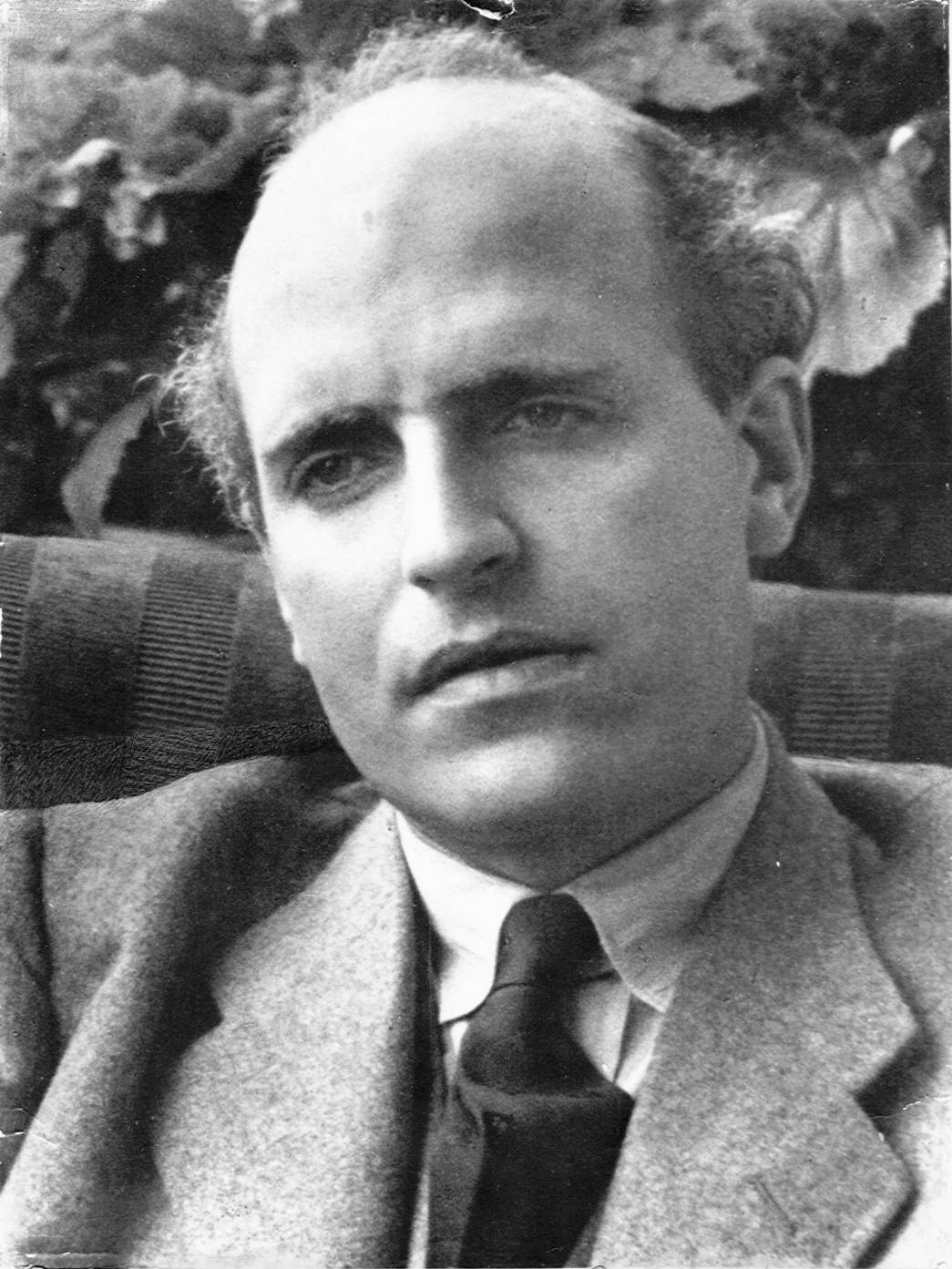
弗里德里希·亚当·冯·特罗特·楚·佐尔茨

弗里德里希·亚当·冯·特罗特·楚·佐尔茨（1909年8月9日—1944年8月26日）是一位德国外交官、律师，曾参与德国抵抗运动。佐尔茨从一开始就表明了自己的反纳粹立场，积极参与克克赖绍集团的活动，和赫爾穆特·詹姆斯·馮·毛奇、彼得·約克·馮·瓦滕堡共事。佐尔茨和克勞斯·馮·施陶芬貝格以及弗里茨-迪特洛夫·冯·德·舒伦堡一起策划了7月20日密谋案；按计划，佐尔茨将在政变成功后出任外交部国务秘书，负责与西方同盟国阵营谈判。不過最終他被逮捕。1944年8月15日，他被人民法院判处死刑，并于8月26日在普勒岑湖監獄被绞死。